# Kamienica Kowalskiego w Krakowie
Kamienica Kowalskiego – zabytkowa kamienica znajdująca się w Krakowie, w dzielnicy I przy ulicy św. Jana 22, na rogu z ulicą św. Marka 14, na Starym Mieście. 

## Historia
W średniowieczu i czasach nowożytnych na miejscu obecnej kamienicy znajdowało się pięć domów: trzy przy ulicy św. Jana i dwa przy ulicy św. Marka.
Trzonem do powstania współczesnej zabudowy był dom narożny, zwany Świerczowskie. Wzniesiony został jako drewniany przez rodzinę Czeczotków. W 1579 Anna Naramowska i Urszula Montelupi wybudowały na jego miejscu murowaną kamienicę. W 1609 Walerian Montelupi podarował dom zakonowi bonifratrów, których sprowadził do Krakowa. W 1611 zakonnicy dokupili sąsiednią kamienicę przy ulicy św. Marka, a 27 sierpnia 1615 biskup krakowski Piotr Tylicki wydał akt fundacyjny szpitala św. Urszuli wraz z kaplicą. Dom przy ulicy św. Marka został przebudowany z adaptacją na klasztor oraz szpital dla ubogich, natomiast dom Montelupich przerobiono na kościół o jednej nawie i trójosiowej, dwukondygnacyjnej fasadzie.
W połowie XVII wieku Bonifratrzy dokupili Kamienicę Pudełkowską, sąsiadującą z kościołem od północy, będącą w latach 1564–1582 własnością kuśnierza Adama Pudełki, a od 1632 Trzebińskich, i włączyli ją do zabudowań klasztornych jako wschodnie skrzydło. W 1697 nabyli kolejny budynek – dom przy ulicy św. Marka, sąsiadujący z klasztorem od zachodu, zwany Kamienicą Kącką, należący wcześniej m.in. do Michałowiczów i Kąckich. 
W 1719 do zespołu bonifraterskiego dołączono wysuniętą najbardziej na północ Kamienicę Cyrusowską, której początki sięgały XV wieku. Od drugiej ćwierci XVI wieku do II połowy XVII wieku należała do rodziny Cyrusów, po czym, w 1691, przeszła na własność Jerzego Pipana. W 1693 była już dwupiętrowa oraz miała dwupiętrową oficynę. Od 1695 należała do Jerzego Pinocciego, który zapisał ją w spadku klasztorowi Bonifratrów. Nie została ona bezpośrednio połączona z zabudowaniami klasztoru, lecz przeznaczona do dzierżawy, m.in. w 1798 dzierżawił ją Franciszek Bocheński.
W 1812 kościół zamknięto, a bonifratrzy na mocy dekretu księcia warszawskiego Fryderyka Augusta zostali przeniesieni na Kazimierz, do dawnego kościoła trynitarzy pod wezwaniem św. Trójcy. Budynki poklasztorne przeszły na własność skarbu państwa. W 1813 zostały wystawione na sprzedaż, jednak z powodu braku chętnych do kupna pozostały niezagospodarowane przez kolejnych pięć lat.
W 1818 budynki przy ul. św. Jana i św. Marka kupił na licytacji kupiec Maciej Knotz, który urządził tam wozownię dla gości zajeżdżających do jego oberży. W 1830 Knotz wydzierżawił budynek Janowi Mieroszewskiemu, dyrektorowi policji Wolnego Miasta Krakowa, który dostosował wnętrze kościoła i uruchomił w nim teatr. Pierwszy spektakl odegrano 30 grudnia 1830. Po dziesięciu miesiącach Mieroszewski odstąpił dzierżawę Juliuszowi Pfeiferowi, który prowadził teatr do 1840. W latach 1840–1842 był on własnością Tomasza Chełchowskiego. W 1842 teatr został przeniesiony do budynku, w którym obecnie funkcjonuje Stary Teatr.
Po zamknięciu teatru opuszczony budynek został zakupiony przez Wojciecha Kowalskiego. Nowy właściciel zlecił jego przebudowę na jednolitą, dwupiętrową kamienicę mieszkalną. Projekt przebudowy sporządził architekt Michał Wąsowicz. Prace rozpoczęły się 17 sierpnia 1844. 4 lipca 1845 doszło do katastrofy budowlanej, podczas której runęła ściana od strony ulicy św. Marka, grzebiąc po gruzami jednego z robotników. Pomimo tego budowę ukończono do końca 1845. W 1858 kamienica stała się własnością hrabiny Stadnickiej, a następnie hrabiego Aleksandra Stadnickiego. W 1877 budynek stał się siedzibą szkoły realnej. W 1896 został przebudowany z adaptacją na siedzibę sądu powiatowego, wzniesiono też oficynę od strony zachodniej. W 1929 budynek zakupiła Polska Akademia Umiejętności, która przyłączyła go do swojego kompleksu znajdującego się przy ulicy Sławkowskiej, jednak z zachowaniem odrębności nieruchomości. W latach 1967–1978 kamienica przeszła generalny remont konserwatorski. W 1999 przeprowadzono renowację elewacji. W 2008 dobudowano do południowego skrzydła  od strony podwórza piętrowy aneks o rzucie koła, mieszczący klatkę schodową.
7 października 1965 i ponownie 10 marca 1975 kamienica została wpisana do rejestru zabytków. Znajduje się także w gminnej ewidencji zabytków.

## Architektura
Kamienica została wzniesiona na planie litery L. Jest ona dwupiętrowa z trzecim piętrem wydzielonym wtórnie z poddasza. Ma podpiwniczenie. Nakryta jest dachem dwuspadowym, kalenicowym, z lukarnami.
Budynek ma dwie elewacje frontowe, posiadające neoklasycystyczny wystrój. Fasada, skierowana jest na ulicę św. Jana. Jest ona dwupiętrowa, ośmioosiowa, tynkowana, o niesymetrycznym układzie. U jej podstawy znajduje się wysoki kamienny cokół. W partii parteru pokryta jest ciągłym pseudoboniowaniem z tynku, a w partii pięter podzielona wertykalnie kanelowanymi pilastrami toskańskimi w wielkim porządku, wspartymi na postumentach na gzymsie kordonowym parteru i dźwigającymi uproszczone belkowanie z pasem kostek. W narożnikach znajdują się lizeny z pseudoboniowaniem. W piątej osi parteru umieszczono kamienny, profilowany, zamknięty łukiem odcinkowym portal z 1969. Nad nim znajduje się manierystyczny maszkaron o nieznanym pochodzeniu, przeniesiony w 1973. Otwory okienne są prostokątne, w wąskich, profilowanych obramieniach, z gzymsami parapetowym. Okna pierwszego piętra ozdobione są dodatkowo gzymsami wieńczącymi wspartymi na parach konsolek, a nad szerszymi oknami w osi środkowej zwieńczone trójkątnym frontonem. Fasadę wieńczy szeroki, żelbetowy gzyms podokapowy, ozdobiony płycinami. W dachu umieszczone są lukarny z profilowanymi obramieniami okien i szczytami. Elewacja od strony ulicy św. Marka jest siedmioosiwa, o podobnej dekoracji, z wydatnymi szkarpami w części zachodniej, pokrytymi pseudoboniowaniem. Elewacje tylne są dwupiętrowe, tynkowane, o asymetrycznym układzie osi. Elewacja tylna skrzydła wschodniego jest w części północnej dwuosiowa, a w południowej trzyosiowa. Elewacja tylna skrzydła południowego ma sześć osi, w skrajnie zachodniej osi znajduje się wtórnie dostawiony piętrowy aneks o rzucie koła, mieszczący klatkę schodową. Okna tylnych elewacji są prostokątne z profilowanymi obramieniami z tynku.
Piwnice pod traktem frontowym skrzydła wschodniego złożone są z kilku komór o sklepieniach kolebkowych. Parter skrzydła południowego jest dwutraktowy, w części środkowej skrzydła wschodniego – trzytraktowy z korytarzem między traktami, a w części północnej skrzydła wschodniego – trzytraktowy o układzie zatartym wtórnymi podziałami. W części środkowej skrzydła wschodniego znajduje się sień z przejazdem na podworzec, nakryta sufitem, ozdobionym dekoracją ramową. Na ścianie po lewej stronie od wejścia zachowało się malowidło ścienne "Archanioł Rafał z Tobiaszem" z połowy XVII wieku. Korytarz pierwszego piętra jest w części sklepiony. Wnętrza sal nakryte są stropami z sufitami. Część pomieszczeń pierwszego i drugiego piętra jest wtórnie podzielone na mniejsze. We wnętrzach wszystkich kondygnacji zachowała się XIX-wieczna stolarka drzwiowa z płycinami w profilowanych obramieniach.